# James Randi
James Randi (født Randall James Hamilton Zwinge 7. august 1928, død 20. oktober 2020) var en canadisk-amerikansk tryllekunstner, forfatter og skeptiker, bedst kendt for at udfordre folk med påståede paranormale evner og pseudovidenskabelige postulater. Han er medopretter af Committee for Skeptical Inquiry (CSI) og grundlægger af James Randi Educational Foundation (JREF). Før han gik på pension som tryllekunstner benyttede han kunstnernavnet The Amazing Randi. Gennem JREF bød han folk forsøge sig med den såkaldte One Million Dollar Paranormal Challenge, hvor der udloves en million amerikanske dollar, til den som kan demonstrere overnaturlige eller paranormale evner, under nærmere aftalte videnskabelige testkriterier.

## Hædersbevisninger
- Astroiden (3163) Randi opdaget den 28. august 1981 af Charles T. Kowal blev opkaldt efter Randi.